# Fences
Fences è un'opera teatrale di August Wilson, considerata uno dei capolavori del drammaturgo e della letteratura teatrale afroamericana. È il sesto dramma del "ciclo di Pittsburgh" e debuttò nel 1983, prima di andare in scena a Broadway nel 1988 e vincere il Premio Pulitzer per la drammaturgia e il Tony Award alla migliore opera teatrale.

## Trama
Troy Maxon è un ex giocatore di baseball della Negro League che ora lavora come spazzino. L'equilibrio costruito dall'uomo all'interno della sua famiglia va in pezzi quando il figlio Cory disubbidisce al padre e si presenta a un provino per il football che potrebbe portarlo a vincere una borsa di studio per un'università. Troy non vuole che il figlio si avvicini al mondo dello sport temendo che possa essere scartato per il colore della sua pelle com'era successo a lui anni prima (anche se Cory ritiene che Troy venne scartato per l'età, non perché afroamericano). Troy perde l'ultimo sostegno in famiglia quando porta a casa una bambina avuta da un'amante e la moglie Rose decide di adottare la bambina, ma da quel momento non sarà più la moglie di Troy.
Sette anni dopo, Troy è morto e la famiglia si riunisce ancora una volta per il funerale dell'uomo che, nel bene e nel male, ha vissuto al meglio delle sue capacità.